# Cauterize (Band)
Cauterize war eine Pop-Punk-Band aus Oshawa, Ontario, früher bekannt unter dem Namen T.O.E. (Take Off Eh!).

## Geschichte
Cauterize bestand aus Jesse Smith (Gitarre, Lead-Gesang), Josh Slater (Gitarre, Gesang), Chuck Coles (Gitarre, Gesang), Jason Bone (Bass, Gesang), und Matt Worobec (Schlagzeug). Cauterize war früher bei Wind-Up Records, aber verließ das Label wegen kreativer Streitigkeiten nach So Far from Real. Am 22. Juli 2005 veröffentlichte sie ihr viertes Album Paper Wings. Nachdem sie von High4Records unter Vertrag genommen worden war, veröffentlichte sie 2007 die beiden Alben Disguises (ein Remake von Paper Wings) und Unmasked. Auf der darauf folgenden Tour gab die Band am 12. September 2007 in Ottawa überraschend ihre Trennung bekannt. Ihr letztes Konzert spielte sie jedoch am 19. Oktober 2007 in ihrem Heimatort Oshawa.

## Sonstiges
Durch ihre Präsenz im Nintendo-GameCube-Snowboardspiel 1080° Avalanche mit den beiden Liedern Choke und Killing Me erlangte Cauterize einen hohen Bekanntheitsgrad.

## Diskografie

### Singles
- 2003: Something Beautiful
- 2003: Killing Me
- 2004: Choke
- 2004: Porcelain

### Alben
Als Take Off Eh!
- 1999: Take Off Eh!
- 2001: The Moment I Cauterize

Als Cauterize
- 2003: So Far from Real
- 2005: Paper Wings
- 2007: Disguises
- 2007: Unmasked